# Reinoldus

Reinold von Montalban, Kopf der Statue in der Dortmunder Reinoldikirche (1300–1350)

Der heilige Reinoldus (auch Reinhold von Köln) ist seit dem 11. Jahrhundert der Stadtpatron von Dortmund. Mit Überführung der Reinoldus-Reliquien von Köln nach Dortmund, angeblich unter Anno II., war ein Patroziniumswechsel der Dortmunder Hauptkirche verbunden. Wie die jüngere Forschung seit 1997 nahelegt, aber nicht endgültig belegen kann, fand ein Reliquientausch zwischen den beiden Städten statt (Pantaleons-Reliquien gegen Reinoldusreliquien). Nach einer anderen These wurde die vormalige Marienkirche zu St. Reinoldi. Bald wurde eine neue Marienkirche in unmittelbarer Nachbarschaft errichtet.

## Die Legende

Die Heymonskinder auf Bayard, Schlussstein in der Vierung der Dortmunder Reinoldikirche

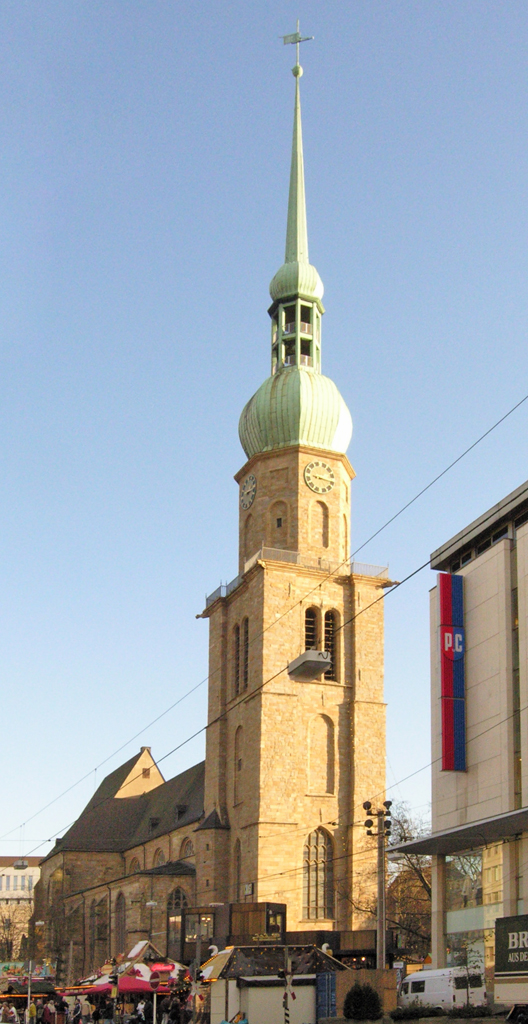
Dortmund, Reinoldikirche

„Es dürfte verhältnismäßig selten sein, daß man die Spuren des Schutzpatrons einer Kirche und einer Stadt außerhalb der historischen Überlieferung allein in Sage und Dichtung suchen muß“, bedauerte der ehemalige Superintendent der Reinoldikirche, Hans Lindemann, in seinem Abriss über die Reinold-Sage in den 1950er Jahren. Und so lässt sich für Dortmund die sonderbare Zusammenlegung zweier Überlieferungen – sowohl die eines Helden, als auch die eines Heiligenepos – zu einer eindrucksvollen Verschmelzung in der Verehrung des Patrons feststellen.
Die Heiligenlegende Reinolds wird ergänzt durch ein Chanson de geste. Danach wurde Reinoldus als einer von vier Söhnen des Grafen Haimon und seiner Frau Aya und als Neffe Karls des Großen geboren. Einer kriegerischen Auseinandersetzung mit Karl dem Großen entfloh Reinold mit seinen Brüdern, alle zusammen genannt die vier Haimonskinder, auf seinem Wunderpferd Bayard, so stellt es die Heldenepik dar. Reinold erbaute die uneinnehmbare Festung Montalban, die viele Jahre von Karl belagert wurde, jedoch ohne durch ihn erobert werden zu können. Der Bitte Ayas, die eine Schwester Karls war, ihre Söhne zu verschonen, entsprach der Herrscher schließlich, forderte jedoch einen hohen Preis: Nachdem Reinold und seine Brüder sieben Jahre der Verfolgung und Belagerung getrotzt hatten, ergaben sie sich schließlich. Das Pferd Bayard jedoch wurde ertränkt und Reinoldus brach aus Trauer über den Verlust des geliebten Tieres zu einer Pilgerreise ins Heilige Land auf. Dort machte er sich verdient bei der Eroberung Jerusalems.
Der Legende nach kehrte Reinold anschließend nach Europa zurück und wurde zunächst Mönch im Kloster St. Pantaleon in Köln. Er verdingte sich als Steinträger beim Bau des Hildebold-Doms. Da er für zu geringen Lohn arbeitete, zog er sich den Zorn und Neid der übrigen Arbeiter zu, die ihn mit einem Hammer töteten und in einem Sack in ein Wasser beim Rhein warfen. Eine gelähmte Frau wurde durch einen Traum an den Ort der Bluttat gerufen. Sie fand den Leichnam, der unter Wundern von ihr geborgen wurde. Darauf wurde sie von ihren Gebrechen geheilt. Gleichzeitig begannen auf wundersame Weise alle Glocken der Bischofsstadt Köln zu läuten.
Nun teilen Legende und Heldenepik und die auf diesen Textsorten beruhende deutsche Prosafassung „Die vier Haimonskinder“ mit, dass es den Geistlichen in Köln nicht gelang, den Toten in einer Kirche zu begraben. Der Karren fuhr von alleine los und rollte mit dem Toten von selbst einen anderen Weg und blieb erst in Dortmund stehen. An dieser Stelle errichteten die Dortmunder Bürger zu Ehren des Heiligen die Reinoldikirche. Von nun an war er hier Stadtpatron.
Ob der legendäre Reinold von Montalban und der heilige Märtyrer aus Köln, der nie kanonisiert wurde und dennoch als „St.-Peters-Werkmann“ im Nordportal des Kölner Domes zum steinernen Zeugen wurde, ein und dieselbe Person sind, ist historisch nicht nachweisbar und gilt vielen Historikern als ausgeschlossen. Die Dortmunder jedoch verehrten durch die Jahrhunderte „ihren“ Schutzheiligen als starken Helden, der ihnen auch in Krieg und Not beistand.
So haben sie ihren Sieg in der Großen Fehde im späten 14. Jahrhundert ihrem Stadtpatron zugeschrieben. Der Legende nach hat man Reinoldus selbst auf den Stadtmauern gesehen, wie er die Steinkugeln der feindlichen Katapulte auffing und auf die Gegner zurückwarf. Die Darstellung ihres Patrons in der Hauptkirche St. Reinoldi, welche ihn als jugendlichen Ritter mit Schild und Schwert bewaffnet darstellt und aus der Zeit zwischen 1300 und 1350 stammt, dürfte den festen Glauben an eine Rettung durch den verehrten Heiligen noch unterstützt haben. Auch gab es eine Reinoldusstatue am Eingangstor zur Stadt. Durch das Ostentor ritt auch noch im Jahr 1377 Kaiser Karl IV., als er Dortmund besuchte.
Die historischen Quellen über den Heiligen Reinhold sind voller Zeitprobleme. Im Heiligenlexikon heißt es, er habe im 9. oder 10. Jahrhundert gelebt und sei Benediktinermönch im Kloster Sankt Pantaleon in Köln gewesen. Nach einer Radiokarbondatierung der Reliquien des Heiligen lebte er möglicherweise im 6. oder 7. Jahrhundert. In den Legenden, die aus den Chansons de Geste, den alten epischen Gedichten, die den Kern der Legenden von Karl dem Großen bilden, abgeleitet sind, lebte Renaud im 8. Jahrhundert. Mehr als 80 solcher Chansons, von denen die meisten mehrere tausend Zeilen umfassen, sind handschriftlich überliefert. Sie wurden in viele Sprachen übertragen und oft stark verändert.
Im 15. und 16. Jahrhundert wurden die Chansons de Geste zu Prosaromanzen umgeschrieben. Es waren die populärsten Ritterromanzen im späten 15. Jahrhundert und frühen 16. Jahrhundert in Frankreich. Sie fanden eine internationale Verbreitung, mit ausländischen Texten und Versionen in Holland, England, Skandinavien, Italien, Spanien, Flandern, Portugal und Deutschland, sogar bis in die Renaissance und weit ins 19. Jahrhundert hinein. In Deutschland entstand Die Sage von den vier Haimonskindern, als Heldenlied im 15. Jahrhundert.

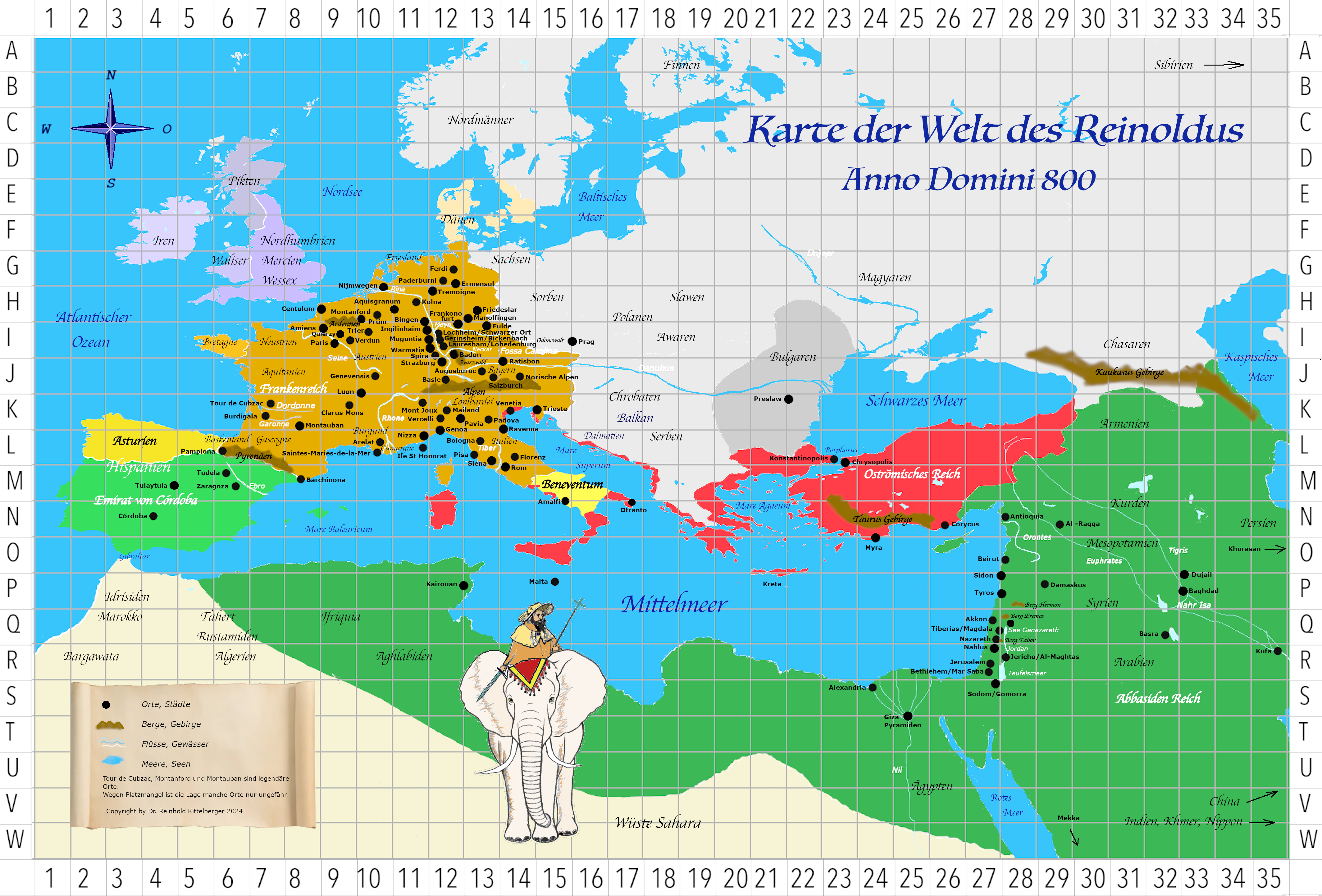
Karte der Welt des Reinoldus AD 800

Sogar ein paar Comic-Versionen des 20. Jahrhunderts, die letzte 2022, existieren und seit 2024 der historische Roman Reinoldus mit Karte und 2025 Die Reinoldus Saga – Der Sünder und der Heilige.

## Verehrung und Ikonographie
Zwei wichtige Aspekte finden sich in der Reinoldusverehrung seit dem Mittelalter. In Dortmund wird, wie bereits erwähnt, die ritterliche Vergangenheit der legendären Figur betont. Die Darstellungen des Stadtpatrons zeigen ihn wehrhaft gerüstet, mit Schild und Schwert. In farbigen Abbildungen zeigt der Schild das Wappen von Brabant, in Schwarz einen goldenen Löwen. In dieser Art hat Conrad von Soest Reinold 1404 auf einem für eine Dortmunder Bürgerfamilie angefertigten Tragaltar gemalt. Nach der Forschung von B. Weifenbach findet die in der Reinoldikirche seit dem frühen 14. Jahrhundert aufgestellte Reinoldusfigur eine Entsprechung in den in norddeutschen Städten verbreiteten Rolandsstatuen. Die Idee der ideellen Verbindung von Reinold- und Rolandstatuen war bereits 1933 von A. Stange und in den 1970er Jahren von H. Appuhn angeregt worden. Eine Verschmelzung oder gar Gleichstellung beider Gestalten jedoch, wie sie der Chronist Beurhaus angeregt hatte, ist mehr als abwegig und entbehrt jeder historischen Grundlage.
In Dortmund nannte sich im Mittelalter die mächtigste aller Gilden der Reichsstadt, die der Tuchhändler, nach dem Stadtheiligen. Zu jener Zeit trugen die Dortmunder den Schrein mit den Gebeinen ihres Schutzpatrons jährlich in einer feierlichen Prozession durch und auch um die Stadt. Ein Teil einer Straße, der früher um die Mauern führte, heißt noch heute „Heiliger Weg“. Die Wertschätzung für den legendären Ritter ist geblieben. In der Gegenwart hat sich eine neue Reinoldigilde einflussreicher Persönlichkeiten gebildet, die sich die Förderung Dortmunds zum Ziel gesetzt.
In anderen Städten wird der Heilige oft aus einer ganz anderen Perspektive betrachtet. Man betont hier das Mönchtum des Ritters. Die Facette der handwerklichen Tätigkeit Reinolds beim Dombau tritt in den Vordergrund. Reinold ist dort Schutzpatron des Baugewerbes, mit einem Hammer und einer Messlatte als Attribut. Diese Attribute sind Reinold in Lindlar und Köln beigegeben. Ende des 19. Jahrhunderts zeigten Gedenkmarken des Niederländischen „R. K. Hanzebond Sint Reinoldus te Zwolle“ den Heiligen mit einem Hammer in der Hand. Noch heute führt die 1706 gegründete Steinhauergilde zu Lindlar den Namen St. Reinoldus.
Der Gedenktag Reinolds in der katholischen Kirche ist der 7. Januar. Er gilt als Schutzheiliger Dortmunds, der Steinmetze, Maurer und Bildhauer. Um den 7. Januar findet jährlich ein internationaler Kongress statt, der zu dem Stadtheiligen Forscher aus aller Welt zusammenruft.

## Reliquien

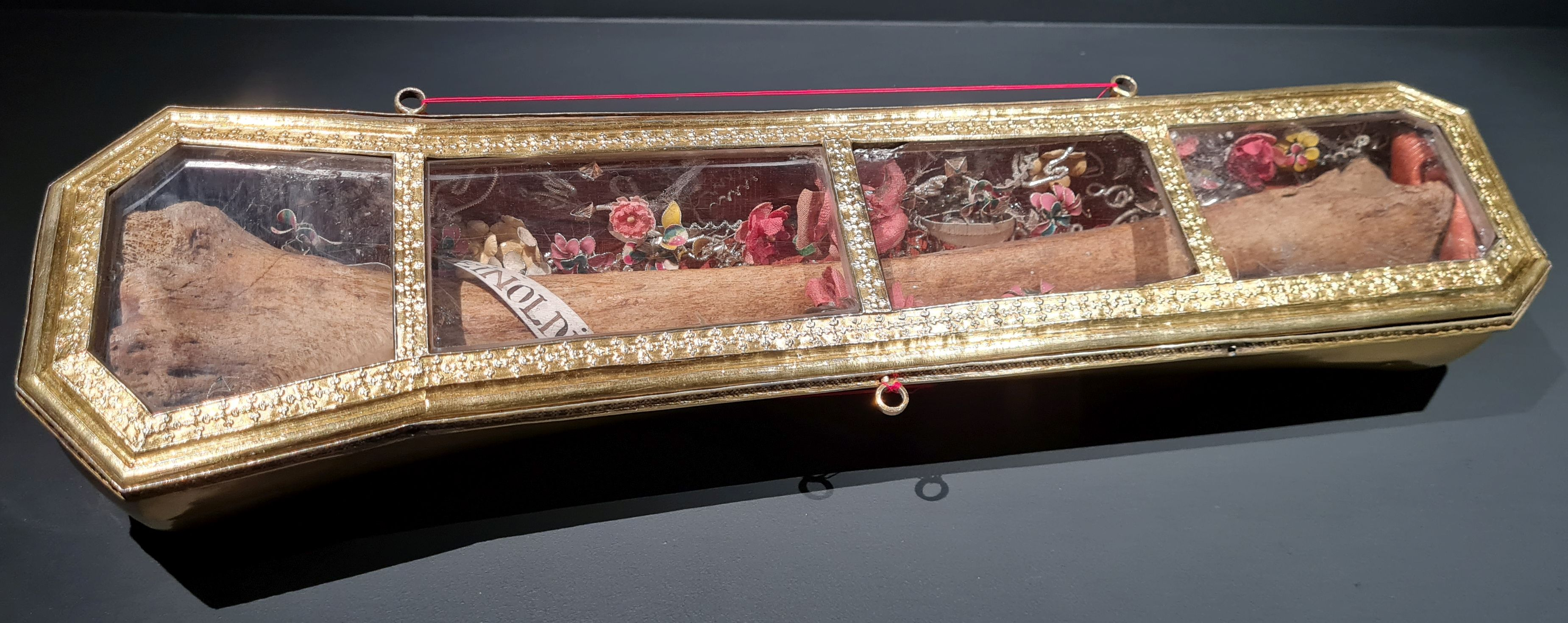
Reliquiar des heiligen Reinoldus (vor 1377); Bestandteil des Prager Domschatzes

Nachdem der sterbliche Leib des Reinoldus den Weg nach Dortmund gefunden hatte, wurde ihm dort eine beachtliche Verehrung zuteil. Die Reinoldikirche zeigt noch heute, mit welchem Aufwand sich die Dortmunder um eine würdige Aufbewahrung der Gebeine sorgten. Diese hatten im Jahr 1232 in der Krypta der alten Kirche den großen Stadtbrand überstanden und wurden schließlich seit Mitte des 15. Jahrhunderts in einem eindrucksvollen Reliquienhaus, das heute noch vorhanden ist, aufbewahrt und verehrt. Die Gebeine selbst verwahrte man in einer hölzernen Lade, das Haupt in einem silbernen Reliquiar, wohl in Form einer Büste. Wusste man während des Besuchs Kaiser Karls IV. in Dortmund im Jahr 1377 kein geeigneteres Geschenk für den hohen Gast, als ihm als großem Reliquiensammler den Schrein zu öffnen und ihm einige Knochen als Gabe zu überlassen, umso sorgloser wurde man im Verlauf der Reformation und der gegenreformatorischen Wirren. Hatte Karl IV. die ihm geschenkten Reliquien noch zu seinen Lebzeiten dem Domschatz von Prag hinzugefügt, so wurde die hölzerne Lade mit den Knochen des Heiligen in einer Art Nacht-und-Nebel-Aktion dem katholisch gebliebenen Patrizier Albert Klepping überlassen, der sie an den Kölner Dompropst verschenkte. Über verschiedene Stationen gelangten sie 1616 schließlich nach Toledo in Spanien, wo sie heute noch verehrt werden. Die Dortmunder bemerkten zunächst nichts vom Verschwinden des einstmals so sorgsam gehüteten Schatzes. Als man 1792 Geld für Instandhaltungsarbeiten der Reinoldikirche benötigte, wurde auch das silberne Kopfreliquiar Reinolds veräußert. Seine Spur verlor sich danach.
Als Dortmund im Jahr 1982 jedoch sein 1100-jähriges Stadtjubiläum feierte, brachte eine Delegation aus Toledo eine große Reliquie des Heiligen Reinoldus als Leihgabe nach Dortmund. Nach Ende der Feiern ließ man in der Stadt etwas zurück: Der Knochen war der Länge nach geteilt und eine Hälfte den Dortmundern geschenkt worden. Da die evangelische Reinoldi-Gemeinde keinerlei Interesse zeigte, diese Reliquie wieder an ihrem eigentlichen Bestimmungsort aufzubewahren oder gar zu verehren, wurde in der katholischen Propsteikirche St. Johannes Baptist, der ehemaligen Kirche des Dominikanerklosters, eine Lösung gefunden: Der Dortmunder Juwelier Rüschenbeck stiftete einen neuen kostbaren Schrein aus Silber und Gold, der nunmehr im Altar der Kirche aufbewahrt und gezeigt wird. Der Schutzpatron war in „seine“ Stadt zurückgekehrt.